# Борис Бизетић
Борис Бизетић (Београд, 28. новембар 1950) српски је композитор и текстописац, аранжер, кантаутор, песник, глумац, аутор и водитељ радио и ТВ-емисија. Прославио се као најмлађи хит-мејкер и кантаутор 1970. Познат је и као оснивач и вођа групе „Рокери с Мораву". Бизетић је компоновао музику и писао текстове за око 40 певача поп музике бивше СФРЈ. Мики Јевремовић је седамдесетих година 20. века после "извесног пада популарности" поново постигао велике успехе певајући Бизетићеве песме.

## Биографија
Још као млад Бизетић се истицао по таленту, правио је разне композиције за разне прилике. Како сам признаје на почетку каријере се није сетио да снима мелодије на магнетофон, па их је памтио (што је било веома напорно). У војсци је упознао Звонка Миленковића, и ту се родила идеја за сарадњу. Седамдесетих година његове композиције су достизале велику популарност и продате су у више од 1.500.000 примерака.
Године 1977. основао је групу „Рокери с Мораву“, која је изводила песме са духовитим текстовима и народњачком музиком, а заправо веома озбиљне, са критичким освртом на друштво. Он је био текстописац, аранжер, композитор и певач (поред Звонка који је отпевао више песама). До 1991. године издали су 7 синглова и 19 лонгплејева продата су у 4.000.000 примерака. Били су најтиражнија група из Србије. Првог „Оскара популарности“ добили су 1982. године. Група је прекинула рад 1991. године, али су се Бизетић и Звонко Миленковић окупили и 2006. године издали нови албум „Пројекат“. Кроз групу је продефиловало око 20 чланова, али без сумње Бизетић и Миленковић су били главни и незаменљиви део. За време паузе рада групе Борис је и даље компоновао песме, писао за себе и друге.
Аутор је многих ТВ емисија. У периоду од 1990. до 1991. године на телевизији „Студио Б“ био је аутор емисије „Фолк лига“, коју је и водио и глумио у свих 10 епизода. На телевизији Политика је био аутор и глумац у хумористичкој емисији „Бебевизија“. Емисија је имала 45 епизода и емитовала се у периоду од 1992. до 1994. године. Касније прелази на ТВ Пинк (чији је власник Жељко Митровић раније био члан Рокера с Мораву) где прави емисију сличног типа која се звала ББ шоу. Снимљено је 536 епизода, које су емитоване у периоду од 1994. до 2002. године. Захваљујући тим емисијама 1995. и 1996. године добио је Оскара популарности, титулу за шоумена године, као и многа друга признања.
Борис је глумио много јунака, поред њега у емисији су учествовали његови пријатељи, сестра од ујака Ксенија и ћерке Анита и Дорис.
Борис Бизетић је радио и на Телевизији Београд РТС као водитељ музичких емисија.
Од 2002. до 2004. године је на телевизији „Канал Д“ снимио 50 епизода емисије „Слике из детињства“ (ту емисију преносиле су и друге телевизије).
Од октобра 2007. године почео је да ради на телевизији „ТВ Кошава“, као уредник и водитељ емисије „У свом стилу“, у којој поред опуштеног разговора са више гостију пуштао је и спотове „Рокера с Мораву“. Скечеви из „ББ шоуа“ и спотови „Рокера“ уклопљени у емисију „Смех терапија“ емитују се од 2005. године на 9 локалних телевизија.
Био је аутор и водитељ још неких емисија које су се приказивале на локалним телевизијама, а неке емисије су биле комбинација неких ранијих. Поред тога водио је 8 ауторских радио серијала, објавио је 5 књига поезије, писао је колумне за 6 новина и часописа.

## Филмови и ТВ серије
Компоновао је музику за 8 телевизијских серија и за филмове:
- Одлазак каубоја (1971)
- Бомбаши (1973)
- Црвени удар (1974)
- Партизани (1974)
- Балада о једној застави (1976)
- Тесна кожа 2 (1987)
- Гњурац (1991)
- Свемирци су криви за све (1991)
- Тесна кожа 4 (1991)
- Жикина женидба (1992)
- Секула невино оптужен (1992)
- Дама која убија (1992)

Појавио се у филмовима „Гњурац“, „Предграђе“ (1972-TV) и „Тесна кожа 2“ (где је са Миланом Гутовићем отпевао песму „Танго Шојић“ коју је и написао и компоновао, а у филму је глумио самог себе - као члана Рокера).

## Фестивали
Београдско пролеће:
- Ми водимо љубав, БГ пролеће '72
- Једне зиме волели се двоје, БГ пролеће '74 (дует са Мишом Марковићем)
- Љубави младости моје, БГ пролеће '75

Загреб:
- Убери ме, бићу ти цвет, Загреб '72
- Твоја цигарета, Загреб '82

МЕСАМ:
- Ми се виђамо сваког дана, МЕСАМ '94

Војвођанске златне жице, Нови Сад:
- Није лако, 2003